# 의약품국제조화회의
의약품국제조화회의(International Council for Harmonisation of Technical Requirements for Pharmaceuticals for Human Use, ICH)는 규제 기관과 제약 업계가 모여 과학기술적 측면에서 제약 개발 및 등록을 논의하기 위해 설립한 국제 회의이다. 기술 지침과 제품 등록 요건의 조화를 통해 공중 보건에 기여하는 것을 목표로 한다.

## 역사
1980년대부터 현재의 유럽 연합은 의약품 관련 규제 요건을 조화시키기 시작했다. 1989년 유럽, 일본, 미국은 조화를 위한 계획을 수립하기 시작했다. 1990년 4월 브뤼셀 회의에서 ICH(International Conference on Harmonisation of Technical Requirements for Pharmaceuticals for Human Use)가 창설되었다. 초기 목표는 각국 규제기관과 제약업계가 제품 등록 과정 중 과학적 측면에 대한 합의를 통해 활동을 조정하는 것이었다. 2000년대부터는 유럽, 일본, 미국을 너머 다른 지역까지 조화의 수혜를 확대하는 데 중점을 두고 있다.
2015년 회의(Conference)에서 협의회(Council)로 명칭을 변경하였으며, 건전하고 투명한 지배구조를 가진 국제적인 이니셔티브로 전환하고자 스위스의 비영리 법인으로 등록하였다.

## 산출물

### 지침
ICH 주제는 4가지 범주로 나뉘며 각각의 코드는 다음과 같다.
- Q: 품질 지침
- S: 안전 지침
- E: 효능 지침
- M: 종합 지침

ICH 지침은 그 자체로는 의무사항이 아니지만, 회원국이 각 국가나 지역에 알맞는 방식으로 이행하겠다는 약속을 통해 ICH 프로세스로서의 강점을 갖게 된다.

### MedDRA
인체의약품에 대한 규제정보 공유의 용이성을 위해 표준화된 의학용어집이다. 판매 승인 전과 후 제품의 등록, 문서화, 안전 모니터링에 사용된다.

## 같이 보기
- 임상시험
- 미국 식품의약국
- 세계약사연맹
- 대한민국 식품의약품안전처
- 일본 후생노동성